# عیسی زهی (هیرمند)
روستای عیسی زهی یک روستا در ایران است که در استان سیستان و بلوچستان واقع شده‌است. روستای عیسی زهی ۲۱۹ نفر جمعیت دارد.